# Éliminatoires de la Coupe du monde de football 2018 : zone Amérique du Sud
Les éliminatoires de la zone Amérique du Sud pour la Coupe du monde 2018 sont organisées dans le cadre de la Confédération sud-américaine de football (CONMEBOL) et concernent 10 sélections nationales pour 4 ou 5 places qualificatives.

Europe - Afrique - Amérique du Nord, Amérique centrale et Caraïbes
Amérique du Sud - Asie - Océanie

## Format
Le premier tour des qualifications, unique dans cette zone, consiste en un mini-championnat en matchs aller-retour regroupant les dix pays engagés. Au total, 18 journées sont prévues afin de connaître les quatre qualifiés directs pour la Coupe du monde 2018. Celles-ci sont groupées par "journées doubles" c'est-à-dire que l'on jouera toujours deux fois par mois, les mois où il est prévu de jouer. Le cinquième du mini-championnat doit passer par les barrages via un affrontement aller-retour contre le vainqueur de la zone Océanie.
Contrairement aux quatre éditions précédentes, où le calendrier des matchs était connu d'avance et s'est répété invariablement, la CONMEBOL a décidé à l'unanimité de procéder à un tirage au sort avec pour seule contrainte qu'aucune équipe ne pouvait rencontrer le Brésil et l'Argentine consécutivement lors d'une journée double.
Le calendrier des matchs a été établi lors du tirage au sort préliminaire de la Coupe du monde 2018, le 25 juillet 2015, à Saint-Pétersbourg.

## Équipes engagées
Les dix fédérations membres de la Confédération sud-américaine de football participent aux éliminatoires de la zone sud-américaine :
| Argentine | Équateur  |
| Colombie  | Venezuela |
| Brésil    | Pérou     |
| Chili     | Paraguay  |
| Uruguay   | Bolivie   |

## Compétition

### Classement
Les rencontres se déroulent du 8 octobre 2015 au 10 octobre 2017. Quatre matchs sont joués en 2015, huit en 2016 et enfin six en 2017 (pour chaque équipe).
Les quatre premières équipes sont directement qualifiées pour la Coupe du monde 2018. L'équipe classée cinquième dispute un barrage face à un représentant de la zone Océanie (OFC).
| Rang | Équipe    | Pts | J  | G  | N | P  | Bp | Bc | Diff |  | Résultats (▼ dom., ► ext.) |     |     |     |     |     |     |     |     |     |     |
| ---- | --------- | --- | -- | -- | - | -- | -- | -- | ---- |  | -------------------------- | --- | --- | --- | --- | --- | --- | --- | --- | --- | --- |
| 1    | Brésil    | 41  | 18 | 12 | 5 | 1  | 41 | 11 | +30  |  | Brésil                     |     | 2-2 | 3-0 | 2-1 | 3-0 | 3-0 | 3-0 | 2-0 | 5-0 | 3-1 |
| 2    | Uruguay   | 31  | 18 | 9  | 4 | 5  | 32 | 20 | +12  |  | Uruguay                    | 1-4 |     | 0-0 | 3-0 | 1-0 | 3-0 | 4-0 | 2-1 | 4-2 | 3-0 |
| 3    | Argentine | 28  | 18 | 7  | 7 | 4  | 19 | 16 | +3   |  | Argentine                  | 1-1 | 1-0 |     | 3-0 | 0-0 | 1-0 | 0-1 | 0-2 | 2-0 | 1-1 |
| 4    | Colombie  | 27  | 18 | 7  | 6 | 5  | 21 | 19 | +2   |  | Colombie                   | 1-1 | 2-2 | 0-1 |     | 2-0 | 0-0 | 1-2 | 3-1 | 1-0 | 2-0 |
| 5    | Pérou     | 26  | 18 | 7  | 5 | 6  | 27 | 26 | +1   |  | Pérou                      | 0-2 | 2-1 | 2-2 | 1-1 |     | 3-4 | 1-0 | 2-1 | 2-1 | 2-2 |
| 6    | Chili     | 26  | 18 | 8  | 2 | 8  | 26 | 27 | -1   |  | Chili                      | 2-0 | 3-1 | 1-2 | 1-1 | 2-1 |     | 0-3 | 2-1 | 3-0 | 3-1 |
| 7    | Paraguay  | 24  | 18 | 7  | 3 | 8  | 19 | 25 | -6   |  | Paraguay                   | 2-2 | 1-2 | 0-0 | 0-1 | 1-4 | 2-1 |     | 2-1 | 2-1 | 0-1 |
| 8    | Équateur  | 20  | 18 | 6  | 2 | 10 | 26 | 29 | -3   |  | Équateur                   | 0-3 | 2-1 | 1-3 | 0-2 | 1-2 | 3-0 | 2-2 |     | 2-0 | 3-0 |
| 9    | Bolivie   | 14  | 18 | 4  | 2 | 12 | 16 | 38 | -22  |  | Bolivie                    | 0-0 | 0-2 | 2-0 | 2-3 | 0-3 | 1-0 | 1-0 | 2-2 |     | 4-2 |
| 10   | Venezuela | 12  | 18 | 2  | 6 | 10 | 19 | 35 | -16  |  | Venezuela                  | 0-2 | 0-0 | 2-2 | 0-0 | 2-2 | 1-4 | 0-1 | 1-3 | 5-0 |     |

- Le Venezuela est éliminé depuis le 28 mars 2017 à la suite de sa défaite (3-1) au Chili conjuguée à la victoire de la Colombie (0-2) en Équateur.
- Le Brésil se qualifie pour la Coupe du monde de football de 2018 à la suite de sa victoire (3-0) face au Paraguay, le 28 mars 2017.
- La Bolivie est éliminée depuis le 31 août 2017 à la suite de sa défaite (2-1) face au Pérou conjuguée au match nul (0-0) entre l'Uruguay et l'Argentine.
- Le Brésil est assuré de terminer premier des éliminatoires à la suite de sa victoire (2-0) face à l'Équateur, le 31 août 2017.
- L'Équateur est éliminé depuis le 5 octobre 2017 à la suite de sa défaite (2-1) au Chili conjuguée au match nul (0-0) entre l'Argentine et le Pérou et à la défaite (1-2) de la Colombie face au Paraguay.
- Le Chili et le Paraguay sont éliminés depuis le 10 octobre 2017 à la suite de leurs défaites ((3-0) et (0-1)) au Brésil et face au Venezuela conjuguées aux victoires ((1-3) et (4-2)) de l'Argentine et de l'Uruguay en Équateur et face à la Bolivie et au match nul (1-1) entre le Pérou et la Colombie.
- Le Pérou termine cinquième des éliminatoires et joue leur barrage face à la Nouvelle-Zélande à la suite de leur match nul (1-1) face à la Colombie, leur adversaire termine quatrième des éliminatoires et se qualifie pour la Coupe du monde de football de 2018, le 10 octobre 2017.
- L'Uruguay et l'Argentine terminent deuxième et troisième des éliminatoires et se qualifient pour la Coupe du monde de football de 2018 à la suite de leurs victoires ((4-2) et (1-3)) face à la Bolivie et en Équateur, le 10 octobre 2017.

Le 1er novembre 2016, la FIFA sanctionne la Bolivie de deux défaites sur tapis vert sur le score de 0-3 contre le Pérou et le Chili. Cette sanction est due à la présence dans l'équipe bolivienne du joueur paraguayen naturalisé bolivien Nelson Cabrera lors de deux matchs de qualification alors qu'il avait déjà joué dans l'équipe du Paraguay en 2007. Le règlement de la FIFA stipule qu'un joueur de football ne peut prétendre à un changement de sélection nationale qu’après avoir passé cinq ans ininterrompus dans son nouveau pays, ce qui ne rendait Cabrera éligible par la Bolivie qu'à partir de 2018. En même temps, la Fédération bolivienne de football doit payer une amende de 12 000 francs suisses (environ 11 000 €).

### Résultats

#### Journée 1
| 8 octobre 2015 | Colombie                      | 2 – 0   | Pérou | Estadio Metropolitano, Barranquilla                 |                                                     |
| 15 h 30        | Gutiérrez 36e · Cardona 90+4e | (1 – 0) |       | Spectateurs : 44 000 Arbitrage : Antonio Arias (en) | Spectateurs : 44 000 Arbitrage : Antonio Arias (en) |
| 15 h 30        | Rapport                       |         |       | Spectateurs : 44 000 Arbitrage : Antonio Arias (en) | Spectateurs : 44 000 Arbitrage : Antonio Arias (en) |

| 8 octobre 2015 | Chili                    | 2 – 0   | Brésil | Estadio Nacional de Chile, Santiago                  |                                                      |
| 20 h 30        | Vargas 72e · Sánchez 88e | (0 – 0) |        | Spectateurs : 42 000 Arbitrage : Roddy Zambrano (en) | Spectateurs : 42 000 Arbitrage : Roddy Zambrano (en) |
| 20 h 30        | Rapport                  |         |        | Spectateurs : 42 000 Arbitrage : Roddy Zambrano (en) | Spectateurs : 42 000 Arbitrage : Roddy Zambrano (en) |

| 8 octobre 2015 | Argentine | 0 – 2   | Équateur                | Estadio Monumental, Buenos Aires                |                                                 |
| 21 h 30        |           | (0 – 0) | 81e Erazo · 82e Caicedo | Spectateurs : 30 000 Arbitrage : Julio Bascuñán | Spectateurs : 30 000 Arbitrage : Julio Bascuñán |
| 21 h 30        | Rapport   |         |                         | Spectateurs : 30 000 Arbitrage : Julio Bascuñán | Spectateurs : 30 000 Arbitrage : Julio Bascuñán |

| 8 octobre 2015 | Venezuela | 0 – 1   | Paraguay     | Polideportivo Cachamay, Puerto Ordaz                    |                                                         |
| 16 h 30        |           | (0 – 0) | 85e González | Spectateurs : 36 618 Arbitrage : Hernando Buitrago (en) | Spectateurs : 36 618 Arbitrage : Hernando Buitrago (en) |
| 16 h 30        | Rapport   |         |              | Spectateurs : 36 618 Arbitrage : Hernando Buitrago (en) | Spectateurs : 36 618 Arbitrage : Hernando Buitrago (en) |

| 8 octobre 2015 | Bolivie | 0 – 2   | Uruguay                 | Estadio Hernando Siles, La Paz                         |                                                        |
| 16 h           |         | (0 – 1) | 10e Cáceres · 68e Godín | Spectateurs : 26 000 Arbitrage : Patricio Loustau (en) | Spectateurs : 26 000 Arbitrage : Patricio Loustau (en) |
| 16 h           | Rapport |         |                         | Spectateurs : 26 000 Arbitrage : Patricio Loustau (en) | Spectateurs : 26 000 Arbitrage : Patricio Loustau (en) |

#### Journée 2
| 13 octobre 2015 | Paraguay | 0 – 0   | Argentine | Estadio Defensores del Chaco, Asuncion        |                                               |
| 21 h 30         |          | (0 – 0) |           | Spectateurs : 20 889 Arbitrage : Andrés Cunha | Spectateurs : 20 889 Arbitrage : Andrés Cunha |
| 21 h 30         | Rapport  |         |           | Spectateurs : 20 889 Arbitrage : Andrés Cunha | Spectateurs : 20 889 Arbitrage : Andrés Cunha |

| 13 octobre 2015 | Brésil                         | 3 – 1   | Venezuela  | Stade Governador-Plácido-Castelo, Fortaleza            |                                                        |
| 22 h            | Willian 1re 41e · Oliveira 73e | (2 – 0) | 64e Santos | Spectateurs : 38 970 Arbitrage : Daniel Fedorczuk (en) | Spectateurs : 38 970 Arbitrage : Daniel Fedorczuk (en) |
| 22 h            | Rapport                        |         |            | Spectateurs : 38 970 Arbitrage : Daniel Fedorczuk (en) | Spectateurs : 38 970 Arbitrage : Daniel Fedorczuk (en) |

| 13 octobre 2015 | Équateur                           | 2 – 0   | Bolivie | Estadio Olímpico Atahualpa, Quito             |                                               |
| 16 h            | Bolaños 81e · Caicedo 90+5e (pen.) | (0 – 0) |         | Spectateurs : 27 333 Arbitrage : Sandro Ricci | Spectateurs : 27 333 Arbitrage : Sandro Ricci |
| 16 h            | Rapport                            |         |         | Spectateurs : 27 333 Arbitrage : Sandro Ricci | Spectateurs : 27 333 Arbitrage : Sandro Ricci |

| 13 octobre 2015 | Pérou                                  | 3 – 4   | Chili                           | Estadio Nacional, Lima                         |                                                |
| 21 h 15         | Farfán 10e 36e (pen.) · Guerrero 90+2e | (2 – 3) | 7e 44e Sánchez · 41e 49e Vargas | Spectateurs : 36 180 Arbitrage : Néstor Pitana | Spectateurs : 36 180 Arbitrage : Néstor Pitana |
| 21 h 15         | Rapport                                |         |                                 | Spectateurs : 36 180 Arbitrage : Néstor Pitana | Spectateurs : 36 180 Arbitrage : Néstor Pitana |

| 13 octobre 2015 | Uruguay                               | 3 – 0   | Colombie | Estadio Centenario, Montevideo                    |                                                   |
| 20 h            | Godín 34e · Rolán 51e · Hernández 87e | (1 – 0) |          | Spectateurs : 40 000 Arbitrage : Héber Lopes (en) | Spectateurs : 40 000 Arbitrage : Héber Lopes (en) |
| 20 h            | Rapport                               |         |          | Spectateurs : 40 000 Arbitrage : Héber Lopes (en) | Spectateurs : 40 000 Arbitrage : Héber Lopes (en) |

#### Journée 3
| 12 novembre 2015 | Chili     | 1 – 1   | Colombie  | Estadio Nacional de Chile, Santiago              |                                                  |
| 20 h 30          | Vidal 45e | (1 – 0) | 68e James | Spectateurs : 45 316 Arbitrage : Enrique Cáceres | Spectateurs : 45 316 Arbitrage : Enrique Cáceres |
| 20 h 30          | Rapport   |         |           | Spectateurs : 45 316 Arbitrage : Enrique Cáceres | Spectateurs : 45 316 Arbitrage : Enrique Cáceres |

| 13 novembre 2015, | Argentine   | 1 – 1   | Brésil   | Estadio Monumental, Buenos Aires                    |                                                     |
| 21 h              | Lavezzi 34e | (1 – 0) | 58e Lima | Spectateurs : 53 000 Arbitrage : Antonio Arias (en) | Spectateurs : 53 000 Arbitrage : Antonio Arias (en) |
| 21 h              | Rapport     |         |          | Spectateurs : 53 000 Arbitrage : Antonio Arias (en) | Spectateurs : 53 000 Arbitrage : Antonio Arias (en) |

| 12 novembre 2015 | Équateur                   | 2 – 1   | Uruguay    | Estadio Olímpico Atahualpa, Quito                     |                                                       |
| 16 h             | Caicedo 23e · Martínez 59e | (1 – 0) | 49e Cavani | Spectateurs : 32 650 Arbitrage : Ricardo Marques (en) | Spectateurs : 32 650 Arbitrage : Ricardo Marques (en) |
| 16 h             | Rapport                    |         |            | Spectateurs : 32 650 Arbitrage : Ricardo Marques (en) | Spectateurs : 32 650 Arbitrage : Ricardo Marques (en) |

| 12 novembre 2015 | Bolivie                                    | 4 – 2   | Venezuela               | Estadio Hernando Siles, La Paz                        |                                                       |
| 16 h             | Ramallo 19e 45+1e · Arce 23e · Cardozo 49e | (3 – 1) | 32e Rondón · 55e Blanco | Spectateurs : 20 923 Arbitrage : Víctor Hugo Carrillo | Spectateurs : 20 923 Arbitrage : Víctor Hugo Carrillo |
| 16 h             | Rapport                                    |         |                         | Spectateurs : 20 923 Arbitrage : Víctor Hugo Carrillo | Spectateurs : 20 923 Arbitrage : Víctor Hugo Carrillo |

| 13 novembre 2015 | Pérou      | 1 – 0   | Paraguay | Estadio Nacional, Lima                          |                                                 |
| 21 h 15          | Farfán 20e | (1 – 0) |          | Spectateurs : 26 000 Arbitrage : Julio Bascuñán | Spectateurs : 26 000 Arbitrage : Julio Bascuñán |
| 21 h 15          | Rapport    |         |          | Spectateurs : 26 000 Arbitrage : Julio Bascuñán | Spectateurs : 26 000 Arbitrage : Julio Bascuñán |

#### Journée 4
| 17 novembre 2015 | Colombie | 0 – 1   | Argentine  | Estadio Metropolitano, Barranquilla          |                                              |
| 15 h 30          |          | (0 – 1) | 19e Biglia | Spectateurs : 46 000 Arbitrage : Carlos Vera | Spectateurs : 46 000 Arbitrage : Carlos Vera |
| 15 h 30          | Rapport  |         |            | Spectateurs : 46 000 Arbitrage : Carlos Vera | Spectateurs : 46 000 Arbitrage : Carlos Vera |

| 17 novembre 2015 | Paraguay                  | 2 – 1   | Bolivie      | Estadio Defensores del Chaco, Asuncion            |                                                   |
| 20 h             | Lezcano 61e · Barrios 64e | (0 – 0) | 59e Duk (en) | Spectateurs : 15 850 Arbitrage : José Argote (en) | Spectateurs : 15 850 Arbitrage : José Argote (en) |
| 20 h             | Rapport                   |         |              | Spectateurs : 15 850 Arbitrage : José Argote (en) | Spectateurs : 15 850 Arbitrage : José Argote (en) |

| 17 novembre 2015 | Brésil                             | 3 – 0   | Pérou | Itaipava Arena Fonte Nova, Salvador                     |                                                         |
| 21 h             | Costa 22e · Augusto 57e · Luís 76e | (1 – 0) |       | Spectateurs : 45 000 Arbitrage : Hernando Buitrago (en) | Spectateurs : 45 000 Arbitrage : Hernando Buitrago (en) |
| 21 h             | Rapport                            |         |       | Spectateurs : 45 000 Arbitrage : Hernando Buitrago (en) | Spectateurs : 45 000 Arbitrage : Hernando Buitrago (en) |

| 17 novembre 2015 | Venezuela    | 1 – 3   | Équateur                                 | Polideportivo Cachamay, Puerto Ordaz              |                                                   |
| 16 h 30          | Martínez 84e | (0 – 2) | 15e Martínez · 23e Montero · 60e Caicedo | Spectateurs : 41 659 Arbitrage : Gery Vargas (uk) | Spectateurs : 41 659 Arbitrage : Gery Vargas (uk) |
| 16 h 30          | Rapport      |         |                                          | Spectateurs : 41 659 Arbitrage : Gery Vargas (uk) | Spectateurs : 41 659 Arbitrage : Gery Vargas (uk) |

| 17 novembre 2015 | Uruguay                               | 3 – 0   | Chili | Estadio Centenario, Montevideo                 |                                                |
| 20 h             | Godín 23e · Pereira 61e · Cáceres 65e | (1 – 0) |       | Spectateurs : 58 000 Arbitrage : Wilmar Roldán | Spectateurs : 58 000 Arbitrage : Wilmar Roldán |
| 20 h             | Rapport                               |         |       | Spectateurs : 58 000 Arbitrage : Wilmar Roldán | Spectateurs : 58 000 Arbitrage : Wilmar Roldán |

#### Journée 5
| 24 mars 2016 | Équateur                     | 2 – 2   | Paraguay        | Estadio Olímpico Atahualpa, Quito                      |                                                        |
| 16 h         | E. Valencia 20e · Mena 90+2e | (1 – 1) | 38e 59e Lezcano | Spectateurs : 34 817 Arbitrage : Daniel Fedorczuk (en) | Spectateurs : 34 817 Arbitrage : Daniel Fedorczuk (en) |
| 16 h         | Rapport                      |         |                 | Spectateurs : 34 817 Arbitrage : Daniel Fedorczuk (en) | Spectateurs : 34 817 Arbitrage : Daniel Fedorczuk (en) |

| 24 mars 2016 | Bolivie                         | 2 – 3   | Colombie                             | Estadio Hernando Siles, La Paz                               |                                                              |
| 16 h         | Arce 49e (pen.) · Chumacero 62e | (0 – 2) | 9e James · 40e Bacca · 90+1e Cardona | Spectateurs : 16 765 Arbitrage : Wilton Pereira Sampaio (en) | Spectateurs : 16 765 Arbitrage : Wilton Pereira Sampaio (en) |
| 16 h         | Rapport                         |         |                                      | Spectateurs : 16 765 Arbitrage : Wilton Pereira Sampaio (en) | Spectateurs : 16 765 Arbitrage : Wilton Pereira Sampaio (en) |

| 24 mars 2016 | Chili         | 1 – 2   | Argentine                  | Estadio Nacional de Chile, Santiago               |                                                   |
| 20 h 30      | Gutiérrez 11e | (1 – 2) | 20e Di María · 25e Mercado | Spectateurs : 44 536 Arbitrage : Héber Lopes (en) | Spectateurs : 44 536 Arbitrage : Héber Lopes (en) |
| 20 h 30      | Rapport       |         |                            | Spectateurs : 44 536 Arbitrage : Héber Lopes (en) | Spectateurs : 44 536 Arbitrage : Héber Lopes (en) |

| 24 mars 2016 | Pérou                        | 2 – 2   | Venezuela                              | Estadio Nacional, Lima                           |                                                  |
| 21 h 15      | Guerrero 61e · Ruidíaz 90+4e | (0 – 1) | 32e (pen.) Otero · 57e Villanueva (en) | Spectateurs : 35 459 Arbitrage : Enrique Cáceres | Spectateurs : 35 459 Arbitrage : Enrique Cáceres |
| 21 h 15      | Rapport                      |         |                                        | Spectateurs : 35 459 Arbitrage : Enrique Cáceres | Spectateurs : 35 459 Arbitrage : Enrique Cáceres |

| 25 mars 2016 | Brésil                  | 2 – 2   | Uruguay                 | Arena Pernambuco, São Lourenço da Mata         |                                                |
| 21 h 45      | Costa 1re · Augusto 26e | (2 – 1) | 31e Cavani · 48e Suárez | Spectateurs : 45 010 Arbitrage : Néstor Pitana | Spectateurs : 45 010 Arbitrage : Néstor Pitana |
| 21 h 45      | Rapport                 |         |                         | Spectateurs : 45 010 Arbitrage : Néstor Pitana | Spectateurs : 45 010 Arbitrage : Néstor Pitana |

#### Journée 6
| 29 mars 2016 | Colombie                  | 3 – 1   | Équateur   | Estadio Metropolitano Roberto Melendez, Barranquilla |                                                |
| 15 h 30      | Bacca 15e 67e · Pérez 48e | (1 – 0) | 90e Arroyo | Spectateurs : 38 400 Arbitrage : Enrique Osses       | Spectateurs : 38 400 Arbitrage : Enrique Osses |
| 15 h 30      | Rapport                   |         |            | Spectateurs : 38 400 Arbitrage : Enrique Osses       | Spectateurs : 38 400 Arbitrage : Enrique Osses |

| 29 mars 2016 | Venezuela | 1 – 4   | Chili                             | Estadio Agustín Tovar, Barinas              |                                             |
| 19 h         | Otero 9e  | (1 – 1) | 33e 52e Pinilla · 72e 90+2e Vidal | Spectateurs : 24 101 Arbitrage : Diego Haro | Spectateurs : 24 101 Arbitrage : Diego Haro |
| 19 h         | Rapport   |         |                                   | Spectateurs : 24 101 Arbitrage : Diego Haro | Spectateurs : 24 101 Arbitrage : Diego Haro |

| 29 mars 2016 | Uruguay    | 1 – 0   | Pérou | Estadio Centenario, Montevideo                       |                                                      |
| 20 h         | Cavani 53e | (0 – 0) |       | Spectateurs : 55 000 Arbitrage : Roddy Zambrano (en) | Spectateurs : 55 000 Arbitrage : Roddy Zambrano (en) |
| 20 h         | Rapport    |         |       | Spectateurs : 55 000 Arbitrage : Roddy Zambrano (en) | Spectateurs : 55 000 Arbitrage : Roddy Zambrano (en) |

| 29 mars 2016 | Argentine                      | 2 – 0   | Bolivie | Estadio Mario Alberto Kempes, Córdoba (Argentine) |                                                   |
| 20 h 30      | Mercado 20e · Messi 30e (pen.) | (2 – 0) |         | Spectateurs : 53 000 Arbitrage : Jesús Valenzuela | Spectateurs : 53 000 Arbitrage : Jesús Valenzuela |
| 20 h 30      | Rapport                        |         |         | Spectateurs : 53 000 Arbitrage : Jesús Valenzuela | Spectateurs : 53 000 Arbitrage : Jesús Valenzuela |

| 29 mars 2016 | Paraguay                  | 2 – 2   | Brésil                     | Estadio Defensores del Chaco, Asuncion         |                                                |
| 20 h 45      | Lezcano 40e · Benítez 49e | (1 – 0) | 80e Oliveira · 90+3e Alves | Spectateurs : 24 457 Arbitrage : Wilmar Roldán | Spectateurs : 24 457 Arbitrage : Wilmar Roldán |
| 20 h 45      | Rapport                   |         |                            | Spectateurs : 24 457 Arbitrage : Wilmar Roldán | Spectateurs : 24 457 Arbitrage : Wilmar Roldán |

#### Journée 7
| 1er septembre 2016 | Bolivie                  | 0 – 3 (sur tapis vert) | Pérou | Estadio Hernando Siles, La Paz               |                                              |
| 16 h               | Escobar 38e · Raldes 88e |                        |       | Spectateurs : 25 765 Arbitrage : José Argote | Spectateurs : 25 765 Arbitrage : José Argote |
| 16 h               | Rapport                  |                        |       | Spectateurs : 25 765 Arbitrage : José Argote | Spectateurs : 25 765 Arbitrage : José Argote |

| 1er septembre 2016 | Colombie                 | 2 – 0   | Venezuela | Estadio Metropolitano Roberto Meléndez, Barranquilla |                                                   |
| 15 h 30            | James 45+2e · Torres 81e | (1 – 0) |           | Spectateurs : 37 099 Arbitrage : Daniel Fedorczuk    | Spectateurs : 37 099 Arbitrage : Daniel Fedorczuk |
| 15 h 30            | Rapport                  |         |           | Spectateurs : 37 099 Arbitrage : Daniel Fedorczuk    | Spectateurs : 37 099 Arbitrage : Daniel Fedorczuk |

| 1er septembre 2016 | Équateur | 0 – 3   | Brésil                                                    | Estadio Olímpico Atahualpa, Quito                |                                                  |
| 16 h               |          | (0 – 0) | 72e (pen.) Neymar · 87e (csc) Ayoví · 90+3e Gabriel Jesus | Spectateurs : 34 877 Arbitrage : Enrique Cáceres | Spectateurs : 34 877 Arbitrage : Enrique Cáceres |
| 16 h               | Rapport  |         |                                                           | Spectateurs : 34 877 Arbitrage : Enrique Cáceres | Spectateurs : 34 877 Arbitrage : Enrique Cáceres |

| 1er septembre 2016 | Argentine | 1 – 0   | Uruguay | Estadio Malvinas Argentinas, Mendoza            |                                                 |
| 20 h 30            | Messi 42e | (1 – 0) |         | Spectateurs : 34 597 Arbitrage : Julio Bascuñán | Spectateurs : 34 597 Arbitrage : Julio Bascuñán |
| 20 h 30            | Rapport   |         |         | Spectateurs : 34 597 Arbitrage : Julio Bascuñán | Spectateurs : 34 597 Arbitrage : Julio Bascuñán |

| 1er septembre 2016 | Paraguay                | 2 – 1   | Chili     | Estadio Defensores del Chaco, Asuncion         |                                                |
| 20 h               | Romero 6e · da Silva 9e | (2 – 1) | 36e Vidal | Spectateurs : 25 000 Arbitrage : Néstor Pitana | Spectateurs : 25 000 Arbitrage : Néstor Pitana |
| 20 h               | Rapport                 |         |           | Spectateurs : 25 000 Arbitrage : Néstor Pitana | Spectateurs : 25 000 Arbitrage : Néstor Pitana |

#### Journée 8
| 6 septembre 2016 | Uruguay                                              | 4 – 0   | Paraguay | Estadio Centenario, Montevideo                  |                                                 |
| 20 h             | Cavani 18e 54e · Rodríguez 42e · Suárez 45+1e (pen.) | (3 – 0) |          | Spectateurs : 32 400 Arbitrage : Wilton Sampaio | Spectateurs : 32 400 Arbitrage : Wilton Sampaio |
| 20 h             | Rapport                                              |         |          | Spectateurs : 32 400 Arbitrage : Wilton Sampaio | Spectateurs : 32 400 Arbitrage : Wilton Sampaio |

| 6 septembre 2016 | Venezuela                 | 2 – 2   | Argentine                 | Estadio Metropolitano de Mérida, Mérida         |                                                 |
| 19 h             | Juanpi 35e · Martinez 53e | (1 – 0) | 58e Pratto · 83e Otamendi | Spectateurs : 42 000 Arbitrage : Roddy Zambrano | Spectateurs : 42 000 Arbitrage : Roddy Zambrano |
| 19 h             | Rapport                   |         |                           | Spectateurs : 42 000 Arbitrage : Roddy Zambrano | Spectateurs : 42 000 Arbitrage : Roddy Zambrano |

| 6 septembre 2016 | Chili   | 3 – 0 (sur tapis vert) | Bolivie | Estadio Monumental David Arellano, Santiago      |                                                  |
| 20 h 30          |         |                        |         | Spectateurs : 30 000 Arbitrage : Ricardo Marques | Spectateurs : 30 000 Arbitrage : Ricardo Marques |
| 20 h 30          | Rapport |                        |         | Spectateurs : 30 000 Arbitrage : Ricardo Marques | Spectateurs : 30 000 Arbitrage : Ricardo Marques |

| 6 septembre 2016 | Brésil                  | 2 – 1   | Colombie             | Arena da Amazônia, Manaus                         |                                                   |
| 20 h 45          | Miranda 2e · Neymar 74e | (1 – 1) | 36e (csc) Marquinhos | Spectateurs : 36 609 Arbitrage : Patricio Loustau | Spectateurs : 36 609 Arbitrage : Patricio Loustau |
| 20 h 45          | Rapport                 |         |                      | Spectateurs : 36 609 Arbitrage : Patricio Loustau | Spectateurs : 36 609 Arbitrage : Patricio Loustau |

| 6 septembre 2016 | Pérou                        | 2 – 1   | Équateur     | Estadio Nacional, Lima                         |                                                |
| 21 h 15          | Cueva 19e (pen.) · Tapia 78e | (1 – 1) | 31e Achilier | Spectateurs : 20 000 Arbitrage : Wilmar Roldán | Spectateurs : 20 000 Arbitrage : Wilmar Roldán |
| 21 h 15          | Rapport                      |         |              | Spectateurs : 20 000 Arbitrage : Wilmar Roldán | Spectateurs : 20 000 Arbitrage : Wilmar Roldán |

#### Journée 9
| 6 octobre 2016 | Équateur                                    | 3 – 0   | Chili | Estadio Olímpico Atahualpa, Quito               |                                                 |
| 16 h           | A. Valencia 19e · Ramírez 23e · Caicedo 46e | (2 – 0) |       | Spectateurs : 27 546 Arbitrage : Mauro Vigliano | Spectateurs : 27 546 Arbitrage : Mauro Vigliano |
| 16 h           | Rapport                                     |         |       | Spectateurs : 27 546 Arbitrage : Mauro Vigliano | Spectateurs : 27 546 Arbitrage : Mauro Vigliano |

| 6 octobre 2016 | Uruguay                      | 3 – 0   | Venezuela | Estadio Centenario, Montevideo               |                                              |
| 20 h           | Lodeiro 29e · Cavani 46e 79e | (1 – 0) |           | Spectateurs : 44 880 Arbitrage : Raúl Orosco | Spectateurs : 44 880 Arbitrage : Raúl Orosco |
| 20 h           | Rapport                      |         |           | Spectateurs : 44 880 Arbitrage : Raúl Orosco | Spectateurs : 44 880 Arbitrage : Raúl Orosco |

| 6 octobre 2016 | Paraguay | 0 – 1   | Colombie      | Estadio Defensores del Chaco, Asuncion          |                                                 |
| 20 h 30        |          | (0 – 0) | 90+1e Cardona | Spectateurs : 33 000 Arbitrage : Julio Bascuñán | Spectateurs : 33 000 Arbitrage : Julio Bascuñán |
| 20 h 30        | Rapport  |         |               | Spectateurs : 33 000 Arbitrage : Julio Bascuñán | Spectateurs : 33 000 Arbitrage : Julio Bascuñán |

| 6 octobre 2016 | Brésil                                                                 | 5 – 0   | Bolivie | Arena das Dunas, Natal                            |                                                   |
| 21 h 45        | Neymar 11e · Coutinho 26e · Luís 39e · Gabriel Jesus 44e · Firmino 75e | (4 – 0) |         | Spectateurs : 30 013 Arbitrage : Wilson Lamouroux | Spectateurs : 30 013 Arbitrage : Wilson Lamouroux |
| 21 h 45        | Rapport                                                                |         |         | Spectateurs : 30 013 Arbitrage : Wilson Lamouroux | Spectateurs : 30 013 Arbitrage : Wilson Lamouroux |

| 6 octobre 2016 | Pérou                           | 2 – 2   | Argentine                    | Estadio Nacional, Lima                        |                                               |
| 21 h 15        | Guerrero 58e · Cueva 84e (pen.) | (0 – 1) | 15e Funes Mori · 77e Higuaín | Spectateurs : 38 700 Arbitrage : Sandro Ricci | Spectateurs : 38 700 Arbitrage : Sandro Ricci |
| 21 h 15        | Rapport                         |         |                              | Spectateurs : 38 700 Arbitrage : Sandro Ricci | Spectateurs : 38 700 Arbitrage : Sandro Ricci |

#### Journée 10
| 11 octobre 2016 | Bolivie        | 2 – 2   | Équateur            | Estadio Hernando Siles, La Paz                       |                                                      |
| 16 h            | Escobar 3e 43e | (2 – 0) | 47e 89e E. Valencia | Spectateurs : 18 033 Arbitrage : Mario Díaz de Vivar | Spectateurs : 18 033 Arbitrage : Mario Díaz de Vivar |
| 16 h            | Rapport        |         |                     | Spectateurs : 18 033 Arbitrage : Mario Díaz de Vivar | Spectateurs : 18 033 Arbitrage : Mario Díaz de Vivar |

| 11 octobre 2016 | Colombie               | 2 – 2   | Uruguay                    | Estadio Metropolitano Roberto Meléndez, Barranquilla |                                                |
| 15 h 30         | Aguilar 15e · Mina 84e | (1 – 1) | 27e Rodríguez · 73e Suárez | Spectateurs : 47 000 Arbitrage : Néstor Pitana       | Spectateurs : 47 000 Arbitrage : Néstor Pitana |
| 15 h 30         | Rapport                |         |                            | Spectateurs : 47 000 Arbitrage : Néstor Pitana       | Spectateurs : 47 000 Arbitrage : Néstor Pitana |

| 11 octobre 2016 | Argentine | 0 – 1   | Paraguay     | Estadio Mario Alberto Kempes, Córdoba             |                                                   |
| 20 h 30         |           | (0 – 1) | 18e González | Spectateurs : 51 200 Arbitrage : Daniel Fedorczuk | Spectateurs : 51 200 Arbitrage : Daniel Fedorczuk |
| 20 h 30         | Rapport   |         |              | Spectateurs : 51 200 Arbitrage : Daniel Fedorczuk | Spectateurs : 51 200 Arbitrage : Daniel Fedorczuk |

| 11 octobre 2016 | Chili         | 2 – 1   | Pérou      | Estadio Nacional de Chile, Santiago             |                                                 |
| 20 h 30         | Vidal 10e 85e | (1 – 0) | 76e Flores | Spectateurs : 30 662 Arbitrage : Roddy Zambrano | Spectateurs : 30 662 Arbitrage : Roddy Zambrano |
| 20 h 30         | Rapport       |         |            | Spectateurs : 30 662 Arbitrage : Roddy Zambrano | Spectateurs : 30 662 Arbitrage : Roddy Zambrano |

| 11 octobre 2016 | Venezuela | 0 – 2   | Brésil                         | Estadio Metropolitano de Mérida, Mérida               |                                                       |
| 20 h 30         |           | (0 – 1) | 8e Gabriel Jesus · 53e Willian | Spectateurs : 42 700 Arbitrage : Víctor Hugo Carrillo | Spectateurs : 42 700 Arbitrage : Víctor Hugo Carrillo |
| 20 h 30         | Rapport   |         |                                | Spectateurs : 42 700 Arbitrage : Víctor Hugo Carrillo | Spectateurs : 42 700 Arbitrage : Víctor Hugo Carrillo |

#### Journée 11
| 10 novembre 2016 | Colombie | 0 – 0   | Chili | Estadio Metropolitano Roberto Meléndez, Barranquilla |                                                 |
| 15 h 30          |          | (0 – 0) |       | Spectateurs : 45 916 Arbitrage : Wilton Sampaio      | Spectateurs : 45 916 Arbitrage : Wilton Sampaio |
| 15 h 30          | Rapport  |         |       | Spectateurs : 45 916 Arbitrage : Wilton Sampaio      | Spectateurs : 45 916 Arbitrage : Wilton Sampaio |

| 10 novembre 2016 | Uruguay                | 2 – 1   | Équateur    | Estadio Centenario, Montevideo                        |                                                       |
| 20 h             | Coates 12e · Rolán 45e | (2 – 1) | 44e Caicedo | Spectateurs : 54 868 Arbitrage : Víctor Hugo Carrillo | Spectateurs : 54 868 Arbitrage : Víctor Hugo Carrillo |
| 20 h             | Rapport                |         |             | Spectateurs : 54 868 Arbitrage : Víctor Hugo Carrillo | Spectateurs : 54 868 Arbitrage : Víctor Hugo Carrillo |

| 10 novembre 2016 | Paraguay   | 1 – 4   | Pérou                                                  | Estadio Defensores del Chaco, Asuncion            |                                                   |
| 20 h 30          | Riveros 9e | (1 – 0) | 48e Ramos · 71e Flores · 78e Cueva · 84e (csc) Benítez | Spectateurs : 36 000 Arbitrage : Patricio Loustau | Spectateurs : 36 000 Arbitrage : Patricio Loustau |
| 20 h 30          | Rapport    |         |                                                        | Spectateurs : 36 000 Arbitrage : Patricio Loustau | Spectateurs : 36 000 Arbitrage : Patricio Loustau |

| 10 novembre 2016 | Venezuela                                      | 5 – 0   | Bolivie | Estadio Monumental de Maturín, Maturín        |                                               |
| 19 h 30          | Kouffati 3e · Martínez 11e 67e 70e · Otero 75e | (2 – 0) |         | Spectateurs : 49 750 Arbitrage : Andrés Cunha | Spectateurs : 49 750 Arbitrage : Andrés Cunha |
| 19 h 30          | Rapport                                        |         |         | Spectateurs : 49 750 Arbitrage : Andrés Cunha | Spectateurs : 49 750 Arbitrage : Andrés Cunha |

| 10 novembre 2016 | Brésil                                     | 3 – 0   | Argentine | Mineirão, Belo Horizonte                        |                                                 |
| 21 h 45          | Coutinho 24e · Neymar 45+1e · Paulinho 59e | (2 – 0) |           | Spectateurs : 53 490 Arbitrage : Julio Bascuñán | Spectateurs : 53 490 Arbitrage : Julio Bascuñán |
| 21 h 45          | Rapport                                    |         |           | Spectateurs : 53 490 Arbitrage : Julio Bascuñán | Spectateurs : 53 490 Arbitrage : Julio Bascuñán |

#### Journée 12
| 15 novembre 2016 | Chili                          | 3 – 1   | Uruguay    | Estadio Nacional de Chile, Santiago              |                                                  |
| 20 h 30          | Vargas 45+1e · Sánchez 60e 76e | (1 – 1) | 18e Cavani | Spectateurs : 42 011 Arbitrage : Enrique Cáceres | Spectateurs : 42 011 Arbitrage : Enrique Cáceres |
| 20 h 30          | Rapport                        |         |            | Spectateurs : 42 011 Arbitrage : Enrique Cáceres | Spectateurs : 42 011 Arbitrage : Enrique Cáceres |

| 15 novembre 2016 | Argentine                            | 3 – 0   | Colombie | Estadio San Juan del Bicentenario, San Juan     |                                                 |
| 20 h 30          | Messi 9e · Pratto 22e · Di María 83e | (1 – 0) |          | Spectateurs : 24 000 Arbitrage : Roddy Zambrano | Spectateurs : 24 000 Arbitrage : Roddy Zambrano |
| 20 h 30          | Rapport                              |         |          | Spectateurs : 24 000 Arbitrage : Roddy Zambrano | Spectateurs : 24 000 Arbitrage : Roddy Zambrano |

| 15 novembre 2016 | Équateur                                 | 3 – 0   | Venezuela | Estadio Olímpico Atahualpa, Quito              |                                                |
| 16 h             | Mina 51e · Bolaños 82e · E. Valencia 86e | (0 – 0) |           | Spectateurs : 28 000 Arbitrage : Roberto Tobar | Spectateurs : 28 000 Arbitrage : Roberto Tobar |
| 16 h             | Rapport                                  |         |           | Spectateurs : 28 000 Arbitrage : Roberto Tobar | Spectateurs : 28 000 Arbitrage : Roberto Tobar |

| 15 novembre 2016 | Bolivie    | 1 – 0   | Paraguay | Estadio Hernando Siles, La Paz                      |                                                     |
| 16 h             | Moreno 77e | (0 – 0) |          | Spectateurs : 13 285 Arbitrage : Christian Ferreyra | Spectateurs : 13 285 Arbitrage : Christian Ferreyra |
| 16 h             | Rapport    |         |          | Spectateurs : 13 285 Arbitrage : Christian Ferreyra | Spectateurs : 13 285 Arbitrage : Christian Ferreyra |

| 15 novembre 2016 | Pérou   | 0 – 2   | Brésil                          | Estadio Nacional, Lima                         |                                                |
| 21 h 15          |         | (0 – 0) | 57e Gabriel Jesus · 78e Augusto | Spectateurs : 38 700 Arbitrage : Wilmar Roldán | Spectateurs : 38 700 Arbitrage : Wilmar Roldán |
| 21 h 15          | Rapport |         |                                 | Spectateurs : 38 700 Arbitrage : Wilmar Roldán | Spectateurs : 38 700 Arbitrage : Wilmar Roldán |

#### Journée 13
| 23 mars 2017 | Colombie  | 1 – 0   | Bolivie | Estadio Metropolitano Roberto Meléndez, Barranquilla  |                                                       |
| 15 h 30      | James 83e | (0 – 0) |         | Spectateurs : 39 000 Arbitrage : Ricardo Marques (en) | Spectateurs : 39 000 Arbitrage : Ricardo Marques (en) |
| 15 h 30      | Rapport   |         |         | Spectateurs : 39 000 Arbitrage : Ricardo Marques (en) | Spectateurs : 39 000 Arbitrage : Ricardo Marques (en) |

| 23 mars 2017 | Paraguay                | 2 – 1   | Équateur           | Estadio Defensores del Chaco, Asuncion            |                                                   |
| 20 h         | Valdez 12e · Alonso 65e | (1 – 0) | 70e (pen.) Caicedo | Spectateurs : 16 287 Arbitrage : José Argote (en) | Spectateurs : 16 287 Arbitrage : José Argote (en) |
| 20 h         | Rapport                 |         |                    | Spectateurs : 16 287 Arbitrage : José Argote (en) | Spectateurs : 16 287 Arbitrage : José Argote (en) |

| 23 mars 2017 | Uruguay          | 1 – 4   | Brésil                              | Estadio Centenario, Montevideo                         |                                                        |
| 20 h         | Cavani 9e (pen.) | (1 – 1) | 18e 51e 90+2e Paulinho · 74e Neymar | Spectateurs : 55 676 Arbitrage : Patricio Loustau (en) | Spectateurs : 55 676 Arbitrage : Patricio Loustau (en) |
| 20 h         | Rapport          |         |                                     | Spectateurs : 55 676 Arbitrage : Patricio Loustau (en) | Spectateurs : 55 676 Arbitrage : Patricio Loustau (en) |

| 23 mars 2017 | Venezuela                       | 2 – 2   | Pérou                       | Estadio Monumental de Maturín, Maturín           |                                                  |
| 19 h 30      | Villanueva (en) 24e · Otero 40e | (2 – 0) | 46e Carrillo · 64e Guerrero | Spectateurs : 35 920 Arbitrage : Enrique Cáceres | Spectateurs : 35 920 Arbitrage : Enrique Cáceres |
| 19 h 30      | Rapport                         |         |                             | Spectateurs : 35 920 Arbitrage : Enrique Cáceres | Spectateurs : 35 920 Arbitrage : Enrique Cáceres |

| 23 mars 2017 | Argentine        | 1 – 0   | Chili | Estadio Monumental, Buenos Aires              |                                               |
| 20 h 30      | Messi 16e (pen.) | (1 – 0) |       | Spectateurs : 55 000 Arbitrage : Sandro Ricci | Spectateurs : 55 000 Arbitrage : Sandro Ricci |
| 20 h 30      | Rapport          |         |       | Spectateurs : 55 000 Arbitrage : Sandro Ricci | Spectateurs : 55 000 Arbitrage : Sandro Ricci |

#### Journée 14
| 28 mars 2017 | Bolivie               | 2 – 0   | Argentine | Estadio Hernando Siles, La Paz                 |                                                |
| 16 h         | Arce 31e · Moreno 52e | (1 – 0) |           | Spectateurs : 26 943 Arbitrage : Wilmar Roldán | Spectateurs : 26 943 Arbitrage : Wilmar Roldán |
| 16 h         | Rapport               |         |           | Spectateurs : 26 943 Arbitrage : Wilmar Roldán | Spectateurs : 26 943 Arbitrage : Wilmar Roldán |

| 28 mars 2017 | Équateur | 0 – 2   | Colombie                 | Estadio Olímpico Atahualpa, Quito              |                                                |
| 16 h         |          | (0 – 2) | 20e James · 34e Cuadrado | Spectateurs : 33 538 Arbitrage : Néstor Pitana | Spectateurs : 33 538 Arbitrage : Néstor Pitana |
| 16 h         | Rapport  |         |                          | Spectateurs : 33 538 Arbitrage : Néstor Pitana | Spectateurs : 33 538 Arbitrage : Néstor Pitana |

| 28 mars 2017 | Chili                       | 3 – 1   | Venezuela  | Estadio Monumental David Arellano, Santiago   |                                               |
| 19 h         | Sánchez 5e · Paredes 7e 22e | (3 – 0) | 62e Rondón | Spectateurs : 33 136 Arbitrage : Andrés Cunha | Spectateurs : 33 136 Arbitrage : Andrés Cunha |
| 19 h         | Rapport                     |         |            | Spectateurs : 33 136 Arbitrage : Andrés Cunha | Spectateurs : 33 136 Arbitrage : Andrés Cunha |

| 28 mars 2017 | Brésil                                  | 3 – 0   | Paraguay | Arena Corinthians, São Paulo                          |                                                       |
| 21 h 45      | Coutinho 34e · Neymar 64e · Marcelo 85e | (1 - 0) |          | Spectateurs : 45 000 Arbitrage : Víctor Hugo Carrillo | Spectateurs : 45 000 Arbitrage : Víctor Hugo Carrillo |
| 21 h 45      | Rapport                                 |         |          | Spectateurs : 45 000 Arbitrage : Víctor Hugo Carrillo | Spectateurs : 45 000 Arbitrage : Víctor Hugo Carrillo |

| 28 mars 2017 | Pérou                     | 2 – 1   | Uruguay     | Estadio Nacional, Lima                          |                                                 |
| 21 h 15      | Guerrero 35e · Flores 62e | (1 - 1) | 30e Sánchez | Spectateurs : 35 200 Arbitrage : Julio Bascuñán | Spectateurs : 35 200 Arbitrage : Julio Bascuñán |
| 21 h 15      | Rapport                   |         |             | Spectateurs : 35 200 Arbitrage : Julio Bascuñán | Spectateurs : 35 200 Arbitrage : Julio Bascuñán |

#### Journée 15
| 31 août 2017 | Venezuela | 0 – 0   | Colombie | Estadio Polideportivo de Pueblo Nuevo, San Cristóbal |                                                 |
| 17 h         |           | (0 - 0) |          | Spectateurs : 38 479 Arbitrage : Wilton Sampaio      | Spectateurs : 38 479 Arbitrage : Wilton Sampaio |
| 17 h         | Rapport   |         |          | Spectateurs : 38 479 Arbitrage : Wilton Sampaio      | Spectateurs : 38 479 Arbitrage : Wilton Sampaio |

| 31 août 2017 | Chili   | 0 – 3   | Paraguay                                    | Estadio Monumental David Arellano, Santiago    |                                                |
| 19 h 30      |         | (0 - 1) | 24e (csc) Vidal · 55e Cáceres · 90+2e Ortiz | Spectateurs : 43 000 Arbitrage : Néstor Pitana | Spectateurs : 43 000 Arbitrage : Néstor Pitana |
| 19 h 30      | Rapport |         |                                             | Spectateurs : 43 000 Arbitrage : Néstor Pitana | Spectateurs : 43 000 Arbitrage : Néstor Pitana |

| 31 août 2017 | Uruguay | 0 – 0   | Argentine | Estadio Centenario, Montevideo                        |                                                       |
| 20 h         |         | (0 - 0) |           | Spectateurs : 55 000 Arbitrage : Víctor Hugo Carrillo | Spectateurs : 55 000 Arbitrage : Víctor Hugo Carrillo |
| 20 h         | Rapport |         |           | Spectateurs : 55 000 Arbitrage : Víctor Hugo Carrillo | Spectateurs : 55 000 Arbitrage : Víctor Hugo Carrillo |

| 31 août 2017 | Pérou                  | 2 – 1   | Bolivie     | Stade Monumental, Lima                        |                                               |
| 21 h 15      | Flores 55e · Cueva 59e | (0 - 0) | 72e Álvarez | Spectateurs : 60 000 Arbitrage : Andrés Cunha | Spectateurs : 60 000 Arbitrage : Andrés Cunha |
| 21 h 15      | Rapport                |         |             | Spectateurs : 60 000 Arbitrage : Andrés Cunha | Spectateurs : 60 000 Arbitrage : Andrés Cunha |

| 31 août 2017 | Brésil                      | 2 – 0   | Équateur | Arena do Grêmio, Porto Alegre                        |                                                      |
| 21 h 45      | Paulinho 69e · Coutinho 76e | (0 - 0) |          | Spectateurs : 38 000 Arbitrage : Mario Díaz de Vivar | Spectateurs : 38 000 Arbitrage : Mario Díaz de Vivar |
| 21 h 45      | Rapport                     |         |          | Spectateurs : 38 000 Arbitrage : Mario Díaz de Vivar | Spectateurs : 38 000 Arbitrage : Mario Díaz de Vivar |

#### Journée 16
| 5 septembre 2017 | Bolivie         | 1 – 0   | Chili | Estadio Hernando Siles, La Paz                 |                                                |
| 16 h             | Arce 59e (pen.) | (0 – 0) |       | Spectateurs : 31 555 Arbitrage : Wilmar Roldán | Spectateurs : 31 555 Arbitrage : Wilmar Roldán |
| 16 h             | Rapport         |         |       | Spectateurs : 31 555 Arbitrage : Wilmar Roldán | Spectateurs : 31 555 Arbitrage : Wilmar Roldán |

| 5 septembre 2017 | Colombie   | 1 – 1   | Brésil        | Stade Metropolitano Roberto Meléndez, Barranquilla |                                                   |
| 15 h 30          | Falcao 56e | (0 – 1) | 45+2e Willian | Spectateurs : 47 500 Arbitrage : Jesús Valenzuela  | Spectateurs : 47 500 Arbitrage : Jesús Valenzuela |
| 15 h 30          | Rapport    |         |               | Spectateurs : 47 500 Arbitrage : Jesús Valenzuela  | Spectateurs : 47 500 Arbitrage : Jesús Valenzuela |

| 5 septembre 2017 | Équateur               | 1 – 2   | Pérou                    | Estadio Olímpico Atahualpa, Quito                |                                                  |
| 16 h             | E. Valencia 79e (pen.) | (0 – 0) | 73e Flores · 76e Hurtado | Spectateurs : 35 000 Arbitrage : Enrique Cáceres | Spectateurs : 35 000 Arbitrage : Enrique Cáceres |
| 16 h             | Rapport                |         |                          | Spectateurs : 35 000 Arbitrage : Enrique Cáceres | Spectateurs : 35 000 Arbitrage : Enrique Cáceres |

| 5 septembre 2017 | Argentine           | 1 – 1   | Venezuela   | Stade Monumental Antonio Vespucio Liberti, Buenos Aires |                                                |
| 20 h 30          | Feltscher 54e (csc) | (0 – 0) | 51e Murillo | Spectateurs : 60 000 Arbitrage : Roberto Tobar          | Spectateurs : 60 000 Arbitrage : Roberto Tobar |

| 5 septembre 2017 | Paraguay   | 1 – 2   | Uruguay                        | Estadio Defensores del Chaco, Asuncion        |                                               |
| 20 h             | Romero 88e | (0 – 0) | 76e Valverde · 80e (csc) Gómez | Spectateurs : 35 000 Arbitrage : Sandro Ricci | Spectateurs : 35 000 Arbitrage : Sandro Ricci |
| 20 h             | Rapport    |         |                                | Spectateurs : 35 000 Arbitrage : Sandro Ricci | Spectateurs : 35 000 Arbitrage : Sandro Ricci |

#### Journée 17
| 5 octobre 2017 | Colombie   | 1 – 2   | Paraguay                     | Stade Metropolitano Roberto Meléndez, Barranquilla |                                                  |
| 18h30          | Falcao 79e | (0 – 0) | 89e Cardozo · 90+2e Sanabria | Spectateurs : 45 000 Arbitrage : Ricardo Marques   | Spectateurs : 45 000 Arbitrage : Ricardo Marques |
| 18h30          | Rapport    |         |                              | Spectateurs : 45 000 Arbitrage : Ricardo Marques   | Spectateurs : 45 000 Arbitrage : Ricardo Marques |

| 5 octobre 2017 | Chili                    | 2 – 1   | Équateur   | Estadio Monumental David Arellano, Santiago   |                                               |
| 20h30          | Vargas 22e · Sánchez 85e | (1 – 0) | 82e Ibarra | Spectateurs : 35 000 Arbitrage : Sandro Ricci | Spectateurs : 35 000 Arbitrage : Sandro Ricci |
| 20h30          | Rapport                  |         |            | Spectateurs : 35 000 Arbitrage : Sandro Ricci | Spectateurs : 35 000 Arbitrage : Sandro Ricci |

| 5 octobre 2017 | Argentine | 0 – 0   | Pérou | La Bombonera, Buenos Aires                      |                                                 |
| 20h30          |           | (0 – 0) |       | Spectateurs : 47 960 Arbitrage : Wilton Sampaio | Spectateurs : 47 960 Arbitrage : Wilton Sampaio |
| 20h30          | Rapport   |         |       | Spectateurs : 47 960 Arbitrage : Wilton Sampaio | Spectateurs : 47 960 Arbitrage : Wilton Sampaio |

| 5 octobre 2017 | Venezuela | 0 – 0   | Uruguay | Estadio Polideportivo de Pueblo Nuevo, San Cristóbal |                                                   |
| 17h00          |           | (0 – 0) |         | Spectateurs : 32 100 Arbitrage : Anderson Daronco    | Spectateurs : 32 100 Arbitrage : Anderson Daronco |
| 17h00          | Rapport   |         |         | Spectateurs : 32 100 Arbitrage : Anderson Daronco    | Spectateurs : 32 100 Arbitrage : Anderson Daronco |

| 5 octobre 2017 | Bolivie | 0 – 0   | Brésil | Estadio Hernando Siles, La Paz                      |                                                     |
| 16h00          |         | (0 – 0) |        | Spectateurs : 34 725 Arbitrage : Fernando Rapallini | Spectateurs : 34 725 Arbitrage : Fernando Rapallini |
| 16h00          | Rapport |         |        | Spectateurs : 34 725 Arbitrage : Fernando Rapallini | Spectateurs : 34 725 Arbitrage : Fernando Rapallini |

#### Journée 18
| 10 octobre 2017 | Paraguay | 0 – 1   | Venezuela   | Estadio Defensores del Chaco, Asuncion |                            |
| 20 h 30         |          | (0 – 0) | 84e Herrera | Arbitrage : Wilton Sampaio             | Arbitrage : Wilton Sampaio |
| 20 h 30         | Rapport  |         |             | Arbitrage : Wilton Sampaio             | Arbitrage : Wilton Sampaio |

| 10 octobre 2017 | Brésil                               | 3 – 0   | Chili | Allianz Parque, São Paulo  |                            |
| 20 h 30         | Paulinho 55e · Gabriel Jesus 57e 90e | (0 - 0) |       | Arbitrage : Roddy Zambrano | Arbitrage : Roddy Zambrano |
| 20 h 30         | Rapport                              |         |       | Arbitrage : Roddy Zambrano | Arbitrage : Roddy Zambrano |

| 10 octobre 2017 | Équateur   | 1 – 3   | Argentine         | Estadio Olímpico Atahualpa, Quito |                              |
| 18 h 30         | Ibarra 1re | (1 – 2) | 12e 18e 62e Messi | Arbitrage : Anderson Daronco      | Arbitrage : Anderson Daronco |
| 18 h 30         | Rapport    |         |                   | Arbitrage : Anderson Daronco      | Arbitrage : Anderson Daronco |

| 10 octobre 2017 | Pérou            | 1 – 1   | Colombie  | Estadio Nacional, Lima   |                          |
| 18 h 30         | Ospina 77e (csc) | (0 - 0) | 55e James | Arbitrage : Sandro Ricci | Arbitrage : Sandro Ricci |
| 18 h 30         | Rapport          |         |           | Arbitrage : Sandro Ricci | Arbitrage : Sandro Ricci |

| 10 octobre 2017 | Uruguay                                   | 4 – 2   | Bolivie                           | Estadio Centenario, Montevideo |                             |
| 20 h 30         | Cáceres 39e · Cavani 42e · Suárez 60e 76e | (2 – 1) | 24e (csc) Silva · 79e (csc) Godín | Arbitrage : Ricardo Marques    | Arbitrage : Ricardo Marques |
| 20 h 30         | Rapport                                   |         |                                   | Arbitrage : Ricardo Marques    | Arbitrage : Ricardo Marques |

## Barrage intercontinental
Le 5e du groupe de qualification affronte le vainqueur de la zone Océanie dans un barrage aller-retour, les 6 et 15 novembre 2017. Le vainqueur de cette double confrontation est qualifié pour la Coupe du monde de football de 2018.
| Équipe 1         | Résultat | Équipe 2 | Aller | Retour |
| ---------------- | -------- | -------- | ----- | ------ |
| Nouvelle-Zélande | 0 – 2    | Pérou    | 0 – 0 | 0 - 2  |

| 11 novembre 2017 | Nouvelle-Zélande | 0 – 0 | Pérou | Westpac Stadium, Wellington                  |                                              |
| 16h15 UTC+13     |                  |       |       | Spectateurs : 37 034 Arbitrage : Mark Geiger | Spectateurs : 37 034 Arbitrage : Mark Geiger |
| 16h15 UTC+13     | Rapport          |       |       | Spectateurs : 37 034 Arbitrage : Mark Geiger | Spectateurs : 37 034 Arbitrage : Mark Geiger |

| 15 novembre 2017 | Pérou                  | 2 – 0 | Nouvelle-Zélande | Estadio Nacional, Lima                          |                                                 |
| 21h15 UTC−5      | Farfán 28e · Ramos 65e |       |                  | Spectateurs : 39 125 Arbitrage : Clément Turpin | Spectateurs : 39 125 Arbitrage : Clément Turpin |
| 21h15 UTC−5      | Rapport                |       |                  | Spectateurs : 39 125 Arbitrage : Clément Turpin | Spectateurs : 39 125 Arbitrage : Clément Turpin |

## Liste des qualifiés
| Pays      | Date de qualification | Contre           | Score |
| --------- | --------------------- | ---------------- | ----- |
| Brésil    | 28 mars 2017          | Paraguay         | 3-0   |
| Uruguay   | 10 octobre 2017       | Bolivie          | 4-2   |
| Argentine | 10 octobre 2017       | Équateur         | 3-1   |
| Colombie  | 10 octobre 2017       | Pérou            | 1-1   |
| Pérou     | 15 novembre 2017      | Nouvelle-Zélande | 2-0   |

## Buteurs
10 buts
- Edinson Cavani

7 buts
- Lionel Messi
- Alexis Sánchez
- Felipe Caicedo

6 buts
- Gabriel Jesus
- Neymar
- Paulinho
- Arturo Vidal
- James Rodríguez

5 buts
- Eduardo Vargas
- Enner Valencia
- Edison Flores
- Paolo Guerrero
- Luis Suárez
- Josef Martínez

4 buts
- Juan Carlos Arce
- Philippe Coutinho
- Willian
- Dario Lezcano
- Christian Cueva
- Rómulo Otero

3 buts
- Pablo Escobar
- Renato Augusto
- Carlos Bacca
- Edwin Cardona
- Jefferson Farfán
- Diego Godín

2 buts
- Ángel Di María
- Gabriel Mercado
- Lucas Pratto
- Marcelo Moreno Martins
- Rodrigo Ramallo
- Douglas Costa
- Filipe Luís
- Ricardo Oliveira
- Esteban Paredes
- Mauricio Pinilla
- Radamel Falcao
- Miller Bolaños
- Romario Ibarra
- Fidel Martínez
- Derlis González
- Martín Cáceres
- Cristian Rodríguez
- Diego Rolán
- Mikel Villanueva

1 but
- Lucas Biglia
- Funes Mori
- Gonzalo Higuaín
- Ezequiel Lavezzi
- Nicolás Otamendi
- Gilbert Álvarez
- Rudy Cardozo
- Alejandro Chumacero
- Yasmani Duk
- Ronald Raldes
- Dani Alves
- Roberto Firmino
- Lucas Lima
- Marcelo
- João Miranda
- Felipe Gutiérrez
- Abel Aguilar
- Juan Cuadrado
- Teófilo Gutiérrez
- Yerry Mina
- Sebastián Pérez
- Macnelly Torres
- Gabriel Achilier
- Michael Arroyo
- Frickson Erazo
- Ángel Mena
- Arturo Mina
- Jefferson Montero
- Cristian Ramírez
- Antonio Valencia
- Júnior Alonso
- Lucas Barrios
- Édgar Benítez
- Víctor Cáceres
- Óscar Cardozo
- Paulo Da Silva
- Richard Ortiz
- Cristian Riveros
- Ángel Romero
- Óscar Romero
- Antonio Sanabria
- Bruno Valdez
- André Carrillo
- Paolo Hurtado
- Christian Ramos
- Renato Tapia
- Raúl Ruidíaz
- Sebastián Coates
- Abel Hernández
- Nicolás Lodeiro
- Álvaro Pereira
- Carlos Sánchez
- Federico Valverde
- Richard Blanco
- Juanpi
- Yangel Herrera
- Jacobo Kouffati
- Jhon Murillo
- Mario Rondón
- Salomón Rondón
- Christian Santos

1 but contre son camp (csc)
- Marquinhos
- David Ospina
- Walter Ayoví
- Édgar Benítez
- Gustavo Gómez
- Arturo Vidal
- Diego Godín
- Gastón Silva